# Tea for the Tillerman
Albums de Cat Stevens
Mona Bone Jakon
(1970) Teaser and the Firecat
(1971)
Tea for the Tillerman est le quatrième album studio de l'auteur-compositeur-interprète Cat Stevens. Cet album, deuxième de Stevens en 1970, comprend de nombreuses chansons parmi ses plus connues, notamment Where Do the Children Play?, Hard Headed Woman, Wild World, Sad Lisa, Into White, et Father and Son.
Quatre titres (Where Do the Children Play?, On the Road to Find Out, Tea for the Tillerman et Miles from nowhere) sont présents dans la comédie noire de Hal Ashby et Colin Higgins Harold et Maude (1971). La chanson But I Might Die Tonight est quant à elle présente dans le film Deep End réalisé par Jerzy Skolimowski en 1970. Tea for the Tillerman a également été utilisé pour le générique de fin de l'émission de télévision BBC Extras. Le titre Father and Son quant à lui est présent dans les films Good Morning England de Richard Curtis en 2009 (anachronisme, le film se déroulant fin 1966) et Les Gardiens de la Galaxie Vol. 2 réalisé par James Gunn en 2017. Cat Stevens, ancien étudiant en art, a créé l'illustration de la couverture du disque.
Wild World sorti  comme single avant la parution de l'album, a fait la renommée mondiale de Stevens. L'album lui-même s'est classé dans le top 10 aux États-Unis.
En novembre 2008, une « édition de luxe » a été publiée avec un second disque de démos et d'enregistrements en direct. En Janvier 2012, une version haute résolution 24/192 kHz a été remastérisée en utilisant un Ampex ATR100 et un ADC MSB Technology Studio et publié sur HDtracks.com. 
En septembre 2020, Yusuf a refait une nouvelle version de cet album réintitulé pour l'occasion Tea for the Tilleman 2, dans lequel il offre de nouvelles interprétations de chacune des chansons qui ont constitué cet album. On y retrouve le fidèle Alun Davies à la guitare acoustique qui accompagne Stevens depuis l'album Mona Bone Jakon en 1970, et une toute nouvelle équipe de musiciens dont Peter-John Vettese aux claviers.

## Réception
Dans une critique pour The Village Voice, le critique musical Robert Christgau a donné à l'album un « B- » et a trouvé la musique monotone et dépourvue de la « délicatesse sèche » que Stevens a exposée sur Mona Bone Jakon (1970). Ben Gerson, du magazine Rolling Stone, a déclaré que les chansons de Stevens résonnaient sans effort au-delà de leurs paroles et de leurs accroches simples et artistiques, malgré sa surexploitation occasionnelle de la dynamique « pour un effet dramatique ».
Dans une critique rétrospective de Cinq étoiles, William Ruhlmann d'AllMusic a loué les thèmes de la spiritualité et de la transcendance de Stevens, et a estimé qu'il avait continué à montrer sa capacité de mélodiste pop : « En conséquence, Tea for the Tillerman est devenu un grand hit. Pour la deuxième fois en quatre ans, son créateur est devenu une pop star ». Le 18 novembre 2003, Rolling Stone a inclus cet album dans sa liste des 500 plus grands albums de tous les temps au numéro 206. En 2006, l'album a été inclus dans le livre Les 1001 albums qu'il faut avoir écoutés dans sa vie. En 2007, l'album a été inclus dans la liste des 200 meilleurs albums de tous les temps, publié par l'Association nationale des marchands d'enregistrement et le Rock and Roll Hall of Fame.

## Liste des titres

### Album original
Toutes les chansons sont écrites et composées par Cat Stevens.
| No  | Titre                       | Durée |
| --- | --------------------------- | ----- |
| 1.  | Where Do the Children Play? | 3:52  |
| 2.  | Hard Headed Woman           | 3:47  |
| 3.  | Wild World                  | 3:20  |
| 4.  | Sad Lisa                    | 3:45  |
| 5.  | Miles from Nowhere          | 3:37  |
| 6.  | But I Might Die Tonight     | 1:53  |
| 7.  | Longer Boats                | 3:12  |
| 8.  | Into White                  | 3:24  |
| 9.  | On the Road to Find Out     | 5:08  |
| 10. | Father and Son              | 3:41  |
| 11. | Tea for the Tillerman       | 1:01  |

### Édition Deluxe 2012
| No  | Titre | Durée |
| --- | --- | ----- |
| 1.  | Wild World (Demo)                                                                                          | 3:14  |
| 2.  | Longer Boats (Recorded: 1 May 1971 at Troubadour Club, Los Angeles)                                        | 2:51  |
| 3.  | Into White (Recorded: 1 May 1971 at Troubadour Club, Los Angeles)                                          | 3:37  |
| 4.  | Miles from Nowhere (Demo)                                                                                  | 3:14  |
| 5.  | Hard Headed Woman (Recorded: 22 July 1974 at Sunplaza Hall, Nakano, Tokyo, Japan)                          | 3:57  |
| 6.  | Where Do the Children Play? (Recorded: 22 February 1976 at William & Mary College, Williamsburg, Virginia) | 3:20  |
| 7.  | Sad Lisa (Recorded: 22 February 1976 at William & Mary College, Williamsburg, Virginia)                    | 3:13  |
| 8.  | On the Road to Find Out (Recorded: 8 June 1971 at KCET PBS TV Full Circle, Los Angeles)                    | 4:57  |
| 9.  | Father and Son (Yusuf's Café Sessions)                                                                     | 4:25  |
| 10. | Wild World (Yusuf's Café Sessions)                                                                         | 3:03  |
| 11. | Sans titre (Recorded: 27 November 1971 at BBC 2 TV Broadcast, London, England)                             | 0:50  |

## Musiciens
- Cat Stevens : chant, guitare acoustique et classique, claviers
- Alun Davies : guitare acoustique, chœurs
- John Ryan : contrebasse
- Harvey Burns : batterie, congas, tambourin
- Del Newman : arrangements des cordes
- Jack Rostein (Rothstein) : violon

## Classements
| Classement                    | Meilleure position |
| ----------------------------- | ------------------ |
| États-Unis (Billboard 200)    | 8                  |
| Royaume-Uni (UK Albums Chart) | 20                 |